# Непокорённые (фильм)
«Непокорённые» — художественный фильм, снятый на Киевской киностудии в 1945 году Марком Донским. Снят по одноимённой повести Бориса Леонтьевича Горбатова, который был одним из соавторов сценария.
Фильм получил приз критиков на Международном кинофестивале в Венеции в 1946 году. Встречается также такое название кинокартины, как «Семья Тараса» (англ. The Taras Family), как и у оперы Дмитрия Кабалевского по этой же повести.

## Сюжет
Действие фильма происходит на Донбассе в годы Великой Отечественной войны.
Тарас Яценко (Амвросий Бучма) — старый рабочий. Он не может эвакуироваться из-за болезни маленькой внучки. Его семья участвует в подпольной борьбе. Немцы заставляют Тараса восстанавливать завод, но он саботирует работу.
Когда немцы принимают решение уничтожить евреев города, доктор (Вениамин Зускин) прячет свою внучку у Тараса. Во время облавы её обнаруживают, но после ухода от Тараса полицай Василёк убивает эсэсовца и перепрятывает её у подпольщиков (о чём Тарас не знает).
Подпольщики продолжают борьбу, но в последние дни перед отступлением немцам удаётся схватить Настю.
Фильм был первым прямым, а не опосредованным, изображением Холокоста на мировом экране. В нём впервые показано массовое убийство евреев. Сцена была снята в Киеве в Бабьем Яру.

## Съёмочная группа
- Авторы сценария: Марк Донской, Борис Горбатов
- Режиссёр: Марк Донской
- Композитор: Лев Шварц

## В ролях
- Амвросий Бучма — Тарас Яценко
- Вениамин Зускин — Арон Давидович, старый доктор
- Лидия Карташова — Ефросинья
- Даниил Сагал — Степан Яценко
- Евгений Пономаренко — Андрей Проценко
- Вера Славина — Настя
- М. Самосват — Антонина
- Николай Зимовец — Василёк
- Михаил Трояновский — Назар Иванович Омельченко
- Иван Кононенко-Козельский — Максим
- Екатерина Осмяловская — Валя
- Алексей Ватуля — Игнат Несогласный
- Антон Дунайский — Панас
- Григорий Долгов — Петушков
- Самуил Столерман — Артист
- Михаил Высоцкий — немецкий инженер
- Виктор Халатов — немецкий комендант
- Ханс Клеринг — немецкий лейтенант
- Дмитрий Капка — Зубатов, кузнец
- Юнона Яковченко — Марийка
- Вадим Закуренко — Лёнька
- Люда Лизенгевич — внучка Арона
- Сергей Троицкий — старший полицейский
- Александра Денисова — колхозница[5]